# Фрадков, Абрам Борисович
Абрам Борисович Фрадков (19 февраля 1916 — 4 июля 2012) — советский учёный в области физики низких температур и криогеники, доктор технических наук, профессор, лауреат Сталинской премии и Ленинской премии.

## Биография
Родился 19.02.1916 в Демидове, Смоленской губернии, в семье Бера Симоновича Фрадкова (1890—1928) и Рейзы-Ривы Шмерковны Фрадковой (?—1941). Брат — Герой Советского Союза Ефим Борисович Фрадков.
Окончил МВТУ (1940), работал под руководством академика Капицы на 1-м Автогенном заводе в цехе турбо- детандерных установок (ТДУ).
В 1941—1942 гг. служил в РККА (91-й Стрелковый полк).
В 1942—1958 гг. работал в Институте физических проблем (ИФП) АН СССР.
С февраля 1958 по 1988 г. начальник Криогенной лаборатории ФИАН. С 1988 — советник директора ФИАН.
Последние годы жил в Германии (Берлин). Умер 4 июля 2012 года

## Публикации
- Воспоминания криогенщика (40-90-е годы XX столетия) / Абрам Борисович Фрадков. — М. : ФИАН, 2007. — 43 с. : ил. ; 25 см.
- Что такое криогеника / А. Б. Фрадков ; АН ссср. — Москва : Наука, 1991. — 159 с. : ил. — (Серия «Наука и технический прогресс»)
- Криогенные жидкости [Текст] / А. Б. Фрадков. — Москва : Знание, 1988. — 63, [1] с. : ил. ; 20 см. — (Новое в жизни, науке, технике).

## Награды и звания
- Сталинская премия (1953) — за разработку и промышленное освоение методов выделения и переработки трития
- Медаль «За трудовое отличие» (30 апреля 1943) — за успешную работу по разработке и внедрению нового метода получения жидкого воздуха и жидкого кислорода
- Ленинская премия (1960) — за разработку химических технологий производства жидких водорода и дейтерия высокой чистоты
- Медаль «За победу над Германией в Великой Отечественной войне 1941—1945 гг.»